# Хзмалян, Тигран Эдуардович
Тигран Эдуардович Хзмалян (арм. Տիգրան Էդուարդի Խզմալյան; род. 8 апреля 1963 г., Ереван, СССР) — армянский политический и общественный деятель, кинорежиссёр. Председатель правления Европейской партии Армении, председатель Совета управляющих армянского отделения Панъевропейского союза.

## Образование
В 1979—1984 гг. учился в Ереванском государственном университете на филологическом факультете. Защитил кандидатскую диссертацию по творчеству Льва Толстого в 1989 г.
В 1990 – 1992 годах учился на Высших курсах сценаристов и режиссёров (мастерская Григория Чухрая, Александра Митты и Константина Худякова) в России.

## Политическая и общественная деятельность
В 1988 —1990 гг. активно поддержал Карабахское движение. В 1991—1994 гг. работал корреспондентом для армянского медиа A1+ и российской ВГТРК, освещая военные действия в Нагорном Карабахе и документируя события войны. Один из фильмов Хзмаляна «Осколок» (арм. Բեկոր) основан на кадрах, снятых во время войны.
В 1990-х годах Хзмалян работал национальным экспертом в Программе развития ООН и писал отчёты по Армении .
Хзмалян выступил в 2006 году в качестве члена жюри киноконкурса «Золотой абрикос», проводящегося ежегодно в Ереване.
В октябре 2009 г. Хзмалян выступил в качестве сооснователя движения «Сардарапат», целью которого было «противостояние угрозам армянской нации».
В 2012 г. Хзмалян выступил против застройки торговыми помещениями сада на проспекте Месропа Маштоца в Ереване, заявив, что это делается в «олигархических интересах», и активно участвовал в уличных акциях.
Хзмалян принимал участие в протестах против повышения тарифов на электроэнергию в 2015 г. На проспекте Маршала Баграмяна у Хзмаляна пытались силой вырвать флаг Европейского Союза.
Хзмалян поддержал Бархатную революцию 2018 г. в Армении и выступил за то, чтобы целью протестов стала «деколонизация» Армении .
В 2018 г. Хзмалян учредил Европейскую партию Армении и избрался председателем правления партии. По словам Хзмаляна, целью создания партии являлось продвижение идеи вступления Армении в Европейский Союз и НАТО, а также выхода из ОДКБ и ЕАЭС.
Хзмалян участвовал в создании политической организации «Национально-демократический полюс» в мае 2020 г.. В 2021 г. Европейская партия Армении и её лидер Хзмалян покинули «Национально-демократический полюс», обосновав решение необходимостью поиска союзников среди демократических сил в преддверии досрочных парламентских выборов в Армении.
Во время 44-дневной войны в Карабахе Хзмалян отправился на войну добровольцем и принимал участие в боях с азербайджанской армией недалеко от Мардакерта. Он служил под командованием полковника Володи Аветисяна. После завершения 44-дневной войны и подписания Трёхстороннего заявления о прекращении огня между Арменией, Азербайджаном и Россией Хзмалян участвовал в антиправительственных протестах и назвал Заявление «предательским».
На досрочных выборах в Национальное собрание Армении Европейская партия Армении, первым номером в списке которой был Хзмалян, не смогла пройти 5-процентный барьер. С июля 2021 г. Хзмалян в качестве главы Европейской партии Армении участвует в заседаниях консультативного совета внепарламентской оппозиции при премьер-министре Николе Пашиняне,  а с февраля 2022 г. приглашался в качестве члена с правом совещательного голоса для участия в заседаниях постоянной комиссии по евроинтеграции Национального собрания Армении.
Перед акцией против визита Владимира Путина в Ереван в рамках саммита ОДКБ в 2022 г. Хзмалян и его сторонники были задержаны полицией за неповиновение законному требованию.
В 2023 г. Хзмалян от имени Европейской партии Армении заключил меморандум с Панъевропейским союзом о создании филиала организации в Армении. В состав совета управляющих организации, среди прочих, вошли оперный певец Барсег Туманян и заместитель председателя Панъевропейского союза Вальбурга Габсбург Дуглас.
На выборах в Совет старейшин Еревана в 2023 г. Хзмалян стал кандидатом в мэры города от Европейской партии Армении. Выдвинутый список не набрал достаточного количества голосов для избрания в Совет.
Хзмалян от имени Европейской партии Армении подписал совместное Заявление демократических сил Армении от 28 марта 2024 г., в том числе партий «Республика», «Во имя республики», а также ряда неправительственных организаций, о поддержке идеи возможного членства Армении в Европейском Союзе.
12 июня 2024 года Хзмаляна не впустили на территорию Грузии без объяснения причин.

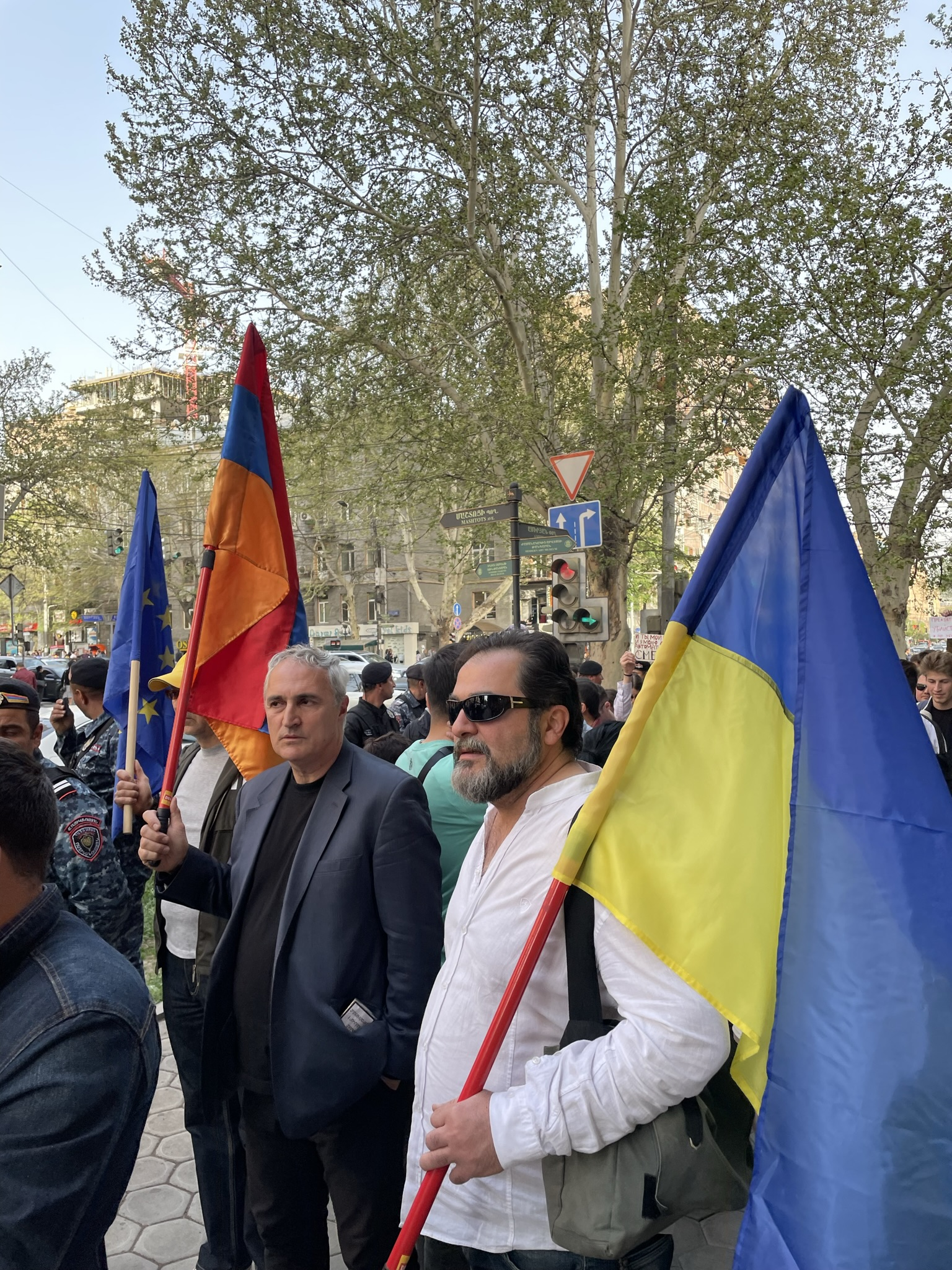
Хзмалян на шествии против российского вторжения в Украину, 2022 г.

## Личная жизнь
Отец Хзмаляна Эдуард был инженером-строителем, который работал над созданием нескольких исторически важных зданий в Ереване, в том числе кинотеатром «Москва» и монументом «Возрождённая Армения».
Хзмалян женат на Наринэ Мирзоян, докторе медицинских наук, заведующей кафедрой фармакологии в Ереванском государственном медицинском университете. У пары двое детей. Старший сын Ара защитил кандидатскую диссертацию по юридическим наукам и руководит собственной юридической фирмой. Младшая дочь Нунэ Варданян (в девичестве Хзмалян) является кандидатом психологических наук и работает практикующим психотерапевтом.
Хзмалян является многолетним поклонником английской поп-рок группы The Beatles и персонально её сооснователя Джона Леннона.
Согласно антикоррупционной декларации, опубликованной перед муниципальными выборами в Ереване (2023), Хзмалян проживает в Ереване и владеет квартирой в доме на ул. Пароняна.
Британский историк и политолог Томас де Ваал во время работы над книгой Black Garden: Armenia and Azerbaijan through Peace and War, ключевой работой де Ваала по нагорно-карабахскому конфликту, жил в доме Хзмаляна и его семьи.
Хзмалян владеет армянским, русским, английским и французским языками.

## Взгляды
Хзмалян известен критикой российского влияния на Армению и на её государственный аппарат. Он неоднократно оценивал российско-армянские отношения как колониальные, а Армению называл де-факто оккупированной страной. Хотя риторику Хзмаляна часто называют «русофобской», Хзмалян приветствовал поток российских мигрантов в Армению после начала полномасштабной войны в Украине и участвовал в митинге памяти погибшего оппозиционного политика Алексея Навального в Ереване.
Политику «прагматизма» первого президента Армении Левона Тер-Петросяна Хзмалян в 2010 г. назвал «политическим мещанством».
Комментируя террористический акт в Национальном собрании Армении в 1999 году, Хзмалян оценил Наири Унаняна, лидера террористов, как, хотя и «не сумасшедшего», но как человека, который выбрал «самый дикий и радикальный способ изменить [политическую обстановку в стране]. Но, разумеется, ничего нельзя изменить через кровь» . Теракт Хзмалян называл государственным переворотом, а его главным бенефициаром — тогдашнего президента Армении Роберта Кочаряна.
Хзмалян известен решительной поддержкой Украины в войне с Россией. 24 февраля 2022 г., в первый день вторжения в Украину, Хзмалян и члены Европейской партии Армении провели антивоенный митинг у Посольства России в Армении в Ереване.  В 2023 г. он и поэт-песенник Рубен Ахвердян, близкий друг Хзмаляна, посетили Киев и провели концерт с целью сбора средств в пользу Вооружённых Сил Украины.
Хзмалян критиковал российско-армянского бывшего государственного министра Нагорно-Карабахской Республики и олигарха Рубена Варданяна, сравнив последнего с Бидзиной Иванишвили, бывшим премьер-министром Грузии, за предполагаемые связи с российской властью. При этом, по мнению Хзмаляна, Варданян незаконно преследуется азербайджанскими властями, и ему как гражданину Армении должна быть оказана политическая и правовая помощь.
Хзмалян решительно поддерживает идею объединения Нагорного Карабаха и Армении. Хзмалян считает, что проблема принадлежности Нагорного Карабаха должна быть разрешена по аналогии с Косовом. По утверждению Хзмаляна, он придумал термин «патриацид» для описания Геноцида 1915 г., раздела Армении в 1921 г. между Советской Россией и Турцией и Исхода армян из Нагорного Карабаха. Патриацид, согласно Хзмаляну, является намеренной политикой лишения нации её места проживания или государственности и означает собой конечную цель геноцида.
Для Хзмаляна приоритетом является вступление Армении в ЕС и НАТО вместе с Грузией, Украиной, Молдавией и в будущем демократизированной Беларусью. Хзмалян считает все эти страны частью макрорегиона «Юго-Восточная Европа». По мнению Хзмаляна, вхождение Армении в ЕС возможно через референдум в соответствии с 205-й статьёй Конституции Армении, для чего необходимо проведение соответствующей кампании, которую Хзмалян предлагает назвать «Евроголосование» (арм. Եվրաքվե). Идею публично поддержали оппозиционный политик Арам З. Саргсян, бывший премьер-министр Армении и председатель партии «Республика», а также Артак Зейналян, бывший министр юстиции Армении и действующий депутат Совета старейшин Еревана. Возглавляемая Хзмаляном Европейская партия Армении в рамках «Платформы демократических сил» участвовала в сборе подписей в поддержку законопроекта о начале процесса вступления Армении в Европейский Союз.

## Избранная фильмография
| Год  | Фильм                                                    | Награды | Примечания            |
| 1991 | Урок                                                     | Специальный приз 1-го Армянского кинофестиваля, 1993. |                       |
| 1996 | Чёрное и белое                                           | Гран-при Международного фестиваля короткометражных фильмов, Анталия,Турция, 1996. 2-й приз Регенсбургского фестиваля короткометражных фильмов, Германия, 1997. Приз за лучший короткометражный фильм кинофестиваля «Киношок», Россия, 1998. |                       |
| 1998 | Арарат 1973                                              | |                       |
| 1998 | Смерть короля                                            | Специальный приз жюри Ялтинского международного телевизионного фестиваля, 2000. |                       |
| 2000 | Пьерлекин или легче воздуха                              | Специальный приз жюри Стамбульского кинофестиваля, 2001. Приз «Лучший актёр» кинофестиваля «Киношок», Россия, 2001. Приз кинокритиков «Магия кино», кинофестиваль «Листопад», Минск, Белоруссия, 2001.                                      | Игровой               |
| 2001 | Забытый февраль / Революция № 88                         | |                       |
| 2001 | 5165                                                     | |                       |
| 2001 | Сестра милосердия                                        | |                       |
| 2001 | Однажды в Армении                                        | |                       |
| 2002 | Марина В. / Вагина М.                                    | |                       |
| 2003 | 33 минуты о Пелешяне                                     | |                       |
| 2003 | Рубен Ахвердян, почтальон                                | |                       |
| 2004 | Век Арама Хачатуряна                                     | Приз за лучший мультимедийный проект, конкурс мультимедиа Бахрейн-Тунис, 2005. |                       |
| 2004 | Lovember                                                 | |                       |
| 2005 | Армин Вегнер, фотограф Геноцида                          | |                       |
| 2006 | Осколок                                                  | |                       |
| 2006 | От Арцаха до Джавахка, от Аракса до реки Куры            | |                       |
| 2007 | Величайший секрет Еревана                                | |                       |
| 2008 | Сардарапат. Дежавю                                       | |                       |
| 2008 | Опера                                                    | |                       |
| 2009 | Прижизненный портрет Христа                              | |                       |
| 2009 | Армения минус A1Plus                                     | |                       |
| 2010 | Тигранакерт                                              | |                       |
| 2010 | К Арарату                                                | |                       |
| 2013 | Совсем один (перс. تنهای_تنهای_تنها; реж. Эхсан Абдипур) | | Сыграл одну из ролей. |
| 2014 | Армянские Царицы                                         | |                       |
| 2021 | Украденный век                                           | |                       |